# USS Sterlet (SS-392)
Za druga plovila z istim imenom glejte USS Sterlet.
USS Sterlet (SS-392) je bila jurišna podmornica razreda balao v sestavi Vojne mornarice Združenih držav Amerike.
Med drugo svetovno vojno je podmornica opravila 5 bojnih patrulj.
31. januarja 1969 je bila podmornica namerno potopljena v sklopu urjenja jedrske podmornice USS Sargo (SSN-583).